# Маунтин Вју (Њу Мексико)
Маунтин Вју (енгл. Mountain View) насељено је место без административног статуса у америчкој савезној држави Њу Мексико.

## Демографија
По попису из 2010. године број становника је 122.
| Група             | 2000.    | 2010.      |
| Белци             | 0 (0,0%) | 30 (24,6%) |
| Афроамериканци    | 0 (0,0%) | 0 (0,0%)   |
| Азијати           | 0 (0,0%) | 2 (1,6%)   |
| Хиспаноамериканци | 0 (0,0%) | 86 (70,5%) |
| Укупно            | 0        | 122        |